# Elvira II: The Jaws of Cerberus
Elvira II: The Jaws of Cerberus är ett datorspel från 1992 utvecklat av Horror Soft och utgivet av Accolade. Spelet är en uppföljare till Elvira: Mistress of the Dark.
Man tar rollen som Elviras pojkvän och man ska rädda henne från det trehövdade monstret Kerberos, som planerar att offra henne vid midnatt. Spelet utspelar sig i hennes filmstudio Black Widow Productions, här finns tre olika filmuppsättningar för skräckfilmer – en kyrkogård, ett hemsökt hus och ett katakombsystem – och dessa inspelningsplatser har med magi förvandlats till riktiga sådana platser fulla med monster. Man måste hitta Elvira i någon av dessa tre världar och till sist slåss mot Kerberos själv.
I början av spelet väljer man vilken slags figur man vill spela som: stuntman, detektiv, programmerare eller knivkastare. Detta gör vilka attribut man har i början, annars har de samma förmågor. Genom spelets gång ska man plocka upp flera prylar, blanda ihop trollformler och slåss mot monster. Det finns fyra olika stridssätt att välja på; normalt, defensivt, offensivt och bärsärkagång, och man anfaller genom att klicka på fiendens olika känsliga delar.